# Кімберлі Гарсія Леон
Габріела Кімберлі Гарсія Леон (19 жовтня 1993 , Уанкайо ) — перуанська легкоатлетка, що спеціалізується на спортивній ходьбі, чемпіонка світу 2022 року.

## Спортивні досягнення
Рекордсменка світу з шосейної спортивної ходьби на 35 кілометрів (2:37.44; 2023).

## Кар'єра
| Рік              | Змагання                  | Місце проведення         | Місце            | Дисципліна       | Результат        | Примітки         |
| Представник Перу | Представник Перу          | Представник Перу         | Представник Перу | Представник Перу | Представник Перу | Представник Перу |
| ---------------- | ------------------------- | ------------------------ | ---------------- | ---------------- | ---------------- | ---------------- |
| 2013             | Чемпіонат світу           | Москва, Росія            | 31               | ходьба на 20 км  | 1:33:57          |                  |
| 2014             | Командний чемпіонат світу | Тайцан, Китай            | 24               | ходьба на 20 км  | 1:29:44          |                  |
| 2015             | Панамериканські ігри      | Торонто, Канада          | 5                | ходьба на 20 км  | 1:32:45          |                  |
| 2015             | Чемпіонат світу           | Пекін, Китай             | DNF              | ходьба на 20 км  | —                |                  |
| 2016             | Командний чемпіонат світу | Рим, Італія              | 12               | ходьба на 20 км  | 1:29:38          |                  |
| 2016             | Олімпійські ігри          | Ріо-де-Жанейро, Бразилія | 14               | ходьба на 20 км  | 1:32:09          |                  |
| 2017             | Чемпіонат світу           | Лондон, Велика Британія  | 7                | ходьба на 20 км  | 1:29:13          |                  |
| 2018             | Командний чемпіонат світу | Тайцан, Китай            | 8                | ходьба на 20 км  | 1:28:56          |                  |
| 2019             | Панамериканські ігри      | Ліма, Перу               | 2                | ходьба на 20 км  | 1:29:00          |                  |
| 2021             | Олімпійські ігри          | Токіо, Японія            | DNF              | ходьба на 20 км  | —                |                  |
| 2022             | Командний чемпіонат світу | Маскат, Оман             | 3                | ходьба на 20 км  | 1:32:27          |                  |
| 2022             | Чемпіонат світу           | Юджин, США               | 1                | ходьба на 20 км  | 1:26:58          |                  |
| 2022             | Чемпіонат світу           | Юджин, США               | 1                | ходьба на 35 км  | 2:39:16          | CR, AR, NR       |